# Delroy Wilson
Delroy Wilson, född 5 oktober 1948 och död 6 mars 1995, var en jamaicansk sångare inom reggae och rocksteady.  Han växte upp i Trenchtown - det slumområde i huvudstaden Kingston som fött så många reggaestjärnor - och spelade in sin första singelskiva när han var 13 år. Under 1960-talet ingick han i två sångar-duon: "Delroy & Paulette" tillsammans med Paulette Williams, och "Higgs and Wilson" tillsammans med Joe Higgs. 
Delroy Wilson började sin musikkarriär hos producenten Clement "Coxsone" Dodd, som släppte Wilsons första singel "If I Had a Beautiful Baby" 1962. Delroy var då endast 13 år gammal, och hade tagit sig till skivstudion genom att bearbeta och sjunga upp för Lee "Scratch" Perry, den blivande mästerproducenten, som då var anställd som talangjägare, låtskrivare och sångare hos Dodd. Perry och Dodd beordrade därefter Lee Perry och Delroy Wilson att skriva och spela in en uppföljare - "Joe Liges" - som var en verbal attack mot artisten Prince Buster som retat upp Dodd genom att hoppa av dennes artiststall för att i stället turnera på egen hand i Storbritannien och några andra europeiska länder. Denna skiva blev så populär att Dodds team producerade ytterligare en singel - "Spit In The Sky" - som släpptes på skivmärkena Bluebeat och Black Swan.
Delroy Wilson var en av få jamaicanska sångare under 1960-talets ska-era som ansågs ha ett så pass rikt material att han fick spela in hela LP-skivor. Han var också en av de första som sjöng in en låt om Haile Selassie, "Lion Of Judah", efter att den etiopiske kejsaren hade besökt Jamaica. Det ämnet blev senare vanligt i reggaelåtarna.
När ska övergick till den långsammare rocksteadyn i slutet av 1960-talet hade Delroy Wilson många hitlåtar, som "Conquer Me" och "Riding For A Fall". Hans klassiska rocksteadyhit "Dancing Mood" är fortfarande en av de mest älskade jamaicanska låtarna från reggaens barndom. Under valrörelsen 1972 valde Jamaicas premiärminister Michael Manley och dennes vänsterorienterade People's National Party Wilsons låt "Better Must Come" till sin valkampanjslåt. Målet var att öka valdeltagandet och rösterna från dem som då kallades "the sufferers", det vill säga fattiga och andra grupper i utkanten av samhället hos vilka reggaen blivit populär. Även en av Bob Andy producerad låt, "The Last Thing On My Mind", steg till första plats på Jamaicas försäljningslista med Delroy Wilson som sångare. Det var i huvudsak Bunny Lee som producerade Delroy Wilson under hela 1970-talet och en bit in på 1980-talet. Wilson fortsatte att spela in musik i samarbete med olika producenter fram till en bit in på 1990-talet, och hade därmed en musikkarriär som sträckte sig över 30 år.
Delroy Wilson avled den 6 mars 1995 på Kingstons UWI sjukhus i komplikationer efter en leversjukdom.

## Diskografi (urval)
Singlar
- 1962 – "If I Had A Beutiful Baby" (Studio One)
- 1963 – "Lion of Judah" / "Joe Liges" (Studio One)
- 1963 – "Spit In The Sky" / "Voodoo Man" (Studio One/Bluebit/Black Swan)
- 1963 – "Lion of Judah" / "Heaven" (Studio One)
- 1963 – "I Shall Not Remove" / "Naughty People" (Studio One/Bluebit Records)
- 1966 – "Dancing Mood" / "More & More Amour" (Delroy Wilson / Soul Brothers) (Coxsone/Studio One)
- 1972 – "My Time" / "Get Ready" (Bunny Lee/Dynamic Sounds)

Album
- 1966 – I Shall Not Remove (R & B Discs)
- 1968 – Good All Over (Coxsone/Studio One)
- 1969 – True Believer In Love
- 1969 – Dancing Mood (Coxsone/Studio One)
- 1971 – Better Must Come (Bunny Lee/Dynamic Sounds)
- 1973 – Captivity (Bunny Lee/King Tubby/Big Shot)
- 1975 – For I And I (Grounation)
- 1976 – Sarge (Harry J Allstars/Charmers)
- 1977 – Last Thing On My Mind (Harry J Allstars)
- 1977 – Money (Clocktower)
- 1977 – Mr. Cool Operator (EJI)
- 1978 – Lovers' Rock (Burning Sounds)
- 1979 – Who Done It (Third World)
- 1979 – Unedited (Hulk)
- 1980 – Living In The Footsteps (Joe Gibbs)
- 1980 – Prophesy (Blackbeard/Gorgon)
- 1982 – Go Away Dream (Black Music)
- 1983 – Nice Times (Vista Sounds)
- 1984 – Reggae Classics (Dynamic Sounds/Music Mountain/Londisc)
- 1984 – Worth Your Weight In Gold (Channel One/Joe Gibbs/Burning Sounds)
- 1985 – The Dean Of Reggae (Dynamic Sounds/Mister Tipsy)
- 1986 – Looking For Love (Phill Pratt)
- 1987 – Million Busters In Reggae (Top Rank)
- 1988 – Oldies But Goodies (med Owen Gray)  (Pioneer International)
- 1988 – Super Mix Hits (Pioneer International)